# Алга-Бас
Алга-Бас (кирг. Алга-Бас) — село в Кара-Сууском районе Ошской области Кыргызстана. Входит в состав Кашгар-Кыштакского айылного аймака.

## География
Село расположено в центральной части области, на правом берегу реки Талдык, на расстоянии приблизительно 48 километров (по прямой) к юго-востоку от города Кара-Суу, административного центра района. Абсолютная высота — 1959 метров над уровнем моря.

## Население
Согласно оценочным данным Национального статистического комитета Кыргызской Республики, численность населения села на начало 2023 года составляла 920 человек.
| год     | 2009 | 2014 | 2015 | 2020 | 2021 | 2023 |
| ------- | ---- | ---- | ---- | ---- | ---- | ---- |
| человек | 938  | 1405 | 1414 | 845  | 870  | 920  |